# Gouvernement de la nation crie
Le Gouvernement de la nation crie (en cri : Eeyou Tapayatachesoo, en anglais : Cree Nation Government) est une corporation publique qui représente les intérêts des Cris du Québec, c'est-à-dire les Cris d'Eeyou Istchee. L'organisme a d'abord été créé en tant qu'Administration régionale crie en 1978 par la signature en 1975 de la Convention de la Baie-James et du Nord québécois. Le gouvernement détient les compétences d'une municipalité régionale de comté et d'une municipalité sur les terres de catégorie II telles que déterminées par la convention.
En outre, l'Entente sur la gouvernance de la Nation crie signée entre le gouvernement du Canada et les Cris d'Eeyou Istchee garantit à ces derniers l'autonomie gouvernementale et un gouvernement responsable sur les terres de catégorie IA depuis 2017.

## Description
Le Gouvernement de la nation crie est responsable du développement économique, de la gestion des indemnités reçues par les gouvernements fédéral et provincial, de l'éducation, de la lutte contre la pauvreté, de la culture et des loisirs, du maintien d'un corps de police régional et plus généralement du bien-être des Cris.
Le Gouvernement de la nation crie nomme également les représentants cris au sein du Gouvernement régional d'Eeyou Istchee Baie-James chargé d'administrer les terres de catégorie III où les Cris possèdent un nombre déterminé de sièges sur le conseil de ce gouvernement. Le Grand chef du Gouvernement de la Nation crie agit également comme président du Gouvernement régional lorsque celui-ci doit être un représentant cri. Le Gouvernement de la nation crie est dirigé par un conseil qui comprend un président (qui est également le Grand chef des Cris), un vice-président (le Grand chef adjoint des Cris), les Chefs de chacune des neuf communautés cries ainsi qu'un autre représentant de chaque communauté crie. Quatre autres représentants, bien que non formellement prévus par une loi, composent également le conseil.
Son siège social est à Nemaska et détient en outre trois bureaux situés à Montréal, Québec et Ottawa.
Le Gouvernement de la nation crie et le Grand Conseil des Cris constituent deux entités juridiques distinctes, mais ont un effectif, un conseil et une administration identique et sont, dans les faits, gérés comme une seule entité.